# Прем'єри сезону (фестиваль)
Музичні Прем'єри сезону — міжнародний фестиваль заснований Міністерством культури України та Київською організацією Національної спілки композиторів України 1 грудня 1988 р. Проводиться в м. Києві щорічно, починаючи з 1989 року, наприкінці березня — початку квітня.
На фестивалі традиційно представлена симфонічна, камерна, хорова, оперна музика у виконанні найкращих українських та зарубіжних колективів та солістів, широко відомих у світі. Фестиваль є членом однієї з найвідоміших світових асоціацій музичних та театральних фестивалів — International Society for Performing Arts (ISPA). Програму фестиваля складають переважно прем'єри творів українських композиторів. Концерти фестивалю проводяться в Колонному залі Національної філармонії України, Великому та Малому залі НМАУ, Будинку органної музики, Будинку вчених, інших залах. Концерти розпочинаються о 12.00, 16.00 та 19.00. В рамках фестивалю також проходять: наукові конференції; майстер-класи композиторів і виконавців; презентації нових друкованих видань, компакт-дисків, відео та аудіо записів нових творів;творчі зустрічі з видатними діячами мистецтва.
Ініціатор та музичний директор фестивалю — український композитор І.Щербаков.

## Публікації
- Е.Дьячкова Между действием и медитацией(рос.)
- [недоступне посилання з липня 2019]
- О.Злотник Музика зблизька
- Програма фестивалю на 2006 рік
- Програма фестивалю на 2007 рік
- ПРОГРАМИ КОНЦЕРТІВ ХХ ФЕСТИВАЛЮ «МПС-2010» (2010 рік)